# Robert Emory Pattison

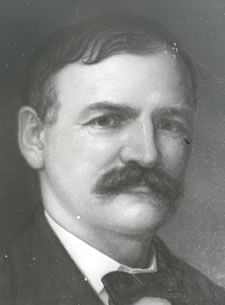
Robert Emory Pattison

Robert Emory Pattison (* 8. Dezember 1850 in Quantico, Wicomico County, Maryland; † 1. August 1904) war ein US-amerikanischer Politiker (Demokratische Partei) und von 1883 bis 1887 der 19. sowie zwischen 1891 und 1895 der 21. Gouverneur von Pennsylvania.

## Frühe Jahre und politischer Aufstieg
Im Alter von fünf Jahren zog Robert Pattison mit seinen Eltern nach Philadelphia in Pennsylvania. Dort besuchte er die örtlichen Schulen. Nach einem Jurastudium bei Lewis Cassidy, dem Parteichef der Demokratischen Partei in Philadelphia, und seiner Zulassung als Anwalt im Jahr 1871 begann Pattison in diesem Beruf zu arbeiten.
Im Jahr 1878 wurde er Kostenprüfer (Controller of the City) der Stadt Philadelphia. In diesem Amt war er sehr erfolgreich. Dadurch wurde er so populär, dass er im Jahr 1882 von seiner Partei trotz seines relativ jungen Alters von 32 Jahren zum Kandidaten für die anstehende Gouverneurswahl nominiert wurde. Sein anschließender Wahlsieg war auch der erste Sieg eines Demokraten bei Gouverneurswahlen in Pennsylvania seit 1858, als William F. Packer in dieses Amt gewählt wurde.

## Gouverneur von Pennsylvania
Robert Pattison trat seine erste vierjährige Amtszeit am 16. Januar 1883 an. In seiner Regierung wurde sein Freund und früherer Juralehrer Cassidy Justizminister Attorney General. Pattison setzte sich als Gouverneur für eine sparsame Haushaltspolitik ein. Er bekämpfte die Korruption und die Vetternwirtschaft in seinem Land. Dabei machte aber die Ernennung des Justizministers eine Ausnahme. Sozialpolitisch war der Gouverneur für eine gerechte Aufteilung der Macht zwischen den Unternehmen und der Arbeitnehmer, bzw. zwischen dem Kapital und den Gewerkschaften. Er trat auch gegen die Monopolstellung von Eisenbahngesellschaften auf. Aufgrund der Verfassung von 1874 durfte der Gouverneur keine zwei zusammenhängende Amtszeiten absolvieren. Daher musste er am 18. Januar 1887 sein Amt an seinen gewählten Nachfolger James Beaver übergeben.
Danach wurde Pattison Präsident der Chestnut Street National Bank. Außerdem war er Leiter der Pacific Railroad Commission, einer Bundeskommission zur Überwachung dieser Eisenbahngesellschaft. Im Jahr 1890 schaffte er es dann erneut, in das Amt des Gouverneurs gewählt zu werden. Seine zweite Amtszeit begann am 20. Januar 1891. Schwerpunkte der neuen Regierungszeit waren eine Wahlreform, der Kampf gegen die Verschwendung öffentlicher Gelder und eine gerechtere Verteilung der Steuerlast. Im Jahr 1892 kam es zu einem gewalttätigen Streik der Stahlarbeiter, bei dem Pattison die Nationalgarde zur Aufrechterhaltung der Ordnung einsetzte.

## Weiterer Lebenslauf
Aufgrund der erwähnten Verfassungsklausel durfte Pattison im Jahr 1894 nicht zur Wiederwahl antreten. Daher schied er am 15. Januar 1895 aus seinem Amt aus und wurde als Rechtsanwalt tätig. Pattison sollte bis 1934 der letzte demokratische Gouverneur von Pennsylvania bleiben. Er bewarb sich erfolglos um das Amt des Bürgermeisters von Philadelphia. Im Jahr 1896 war er als Präsidentschaftskandidat der Demokratischen Partei im Gespräch, konnte sich aber auf dem Bundesparteitag nicht gegen William Jennings Bryan durchsetzen. Im Jahr 1902 kandidierte er nochmals für das Amt des Gouverneurs von Pennsylvania. Diesmal unterlag er aber gegen Samuel Pennypacker. Zwei Jahre später verstarb Robert Pattison im Alter von 54 Jahren.